# Жалапан (микрорегион)

Жалапан на карте.

Жалапан (порт. Microrregião do Jalapão) — микрорегион в Бразилии, входит в штат Токантинс. Составная часть мезорегиона Восточный Токантинс. Население составляет 71 925 человек (на 2010 год). Площадь — 53 506,804 км². Плотность населения — 1,34 чел./км².

## Демография
Согласно сведениям, собранным в ходе переписи 2010 г. Национальным институтом географии и статистики (IBGE), население микрорегиона составляет:
| Полное население                             | Полное население                             | Полное население                             | Полное население                             | 71 925 |
| -------------------------------------------- | -------------------------------------------- | -------------------------------------------- | -------------------------------------------- | ------ |
| в том числе:                                 | Городское население                          | 40 737                                       | Процент городского населения, %              | 56,64  |
|                                              | Сельское население                           | 31 188                                       | Процент сельского населения, %               | 43,36  |
|                                              | Мужское население                            | 38 085                                       | Процент мужского населения, %                | 52,95  |
|                                              | Женское население                            | 33 840                                       | Процент женского населения, %                | 47,05  |
| Плотность населения, чел/км²                 | Плотность населения, чел/км²                 | Плотность населения, чел/км²                 | Плотность населения, чел/км²                 | 1,34   |
| Население микрорегиона в % к населению штата | Население микрорегиона в % к населению штата | Население микрорегиона в % к населению штата | Население микрорегиона в % к населению штата | 5,20   |

## Статистика
- Валовой внутренний продукт на 2003 составляет 127 692 223,00 реалов (данные: Бразильский институт географии и статистики).
- Валовой внутренний продукт на душу населения на 2003 составляет 2017,29 реалов (данные: Бразильский институт географии и статистики).
- Индекс развития человеческого потенциала на 2000 составляет 0,621 (данные: Программа развития ООН).

## Состав микрорегиона
В составе микрорегиона включены следующие муниципалитеты:
1. Барра-ду-Ору
2. Кампус-Линдус
3. Сентенариу
4. Гоятинс
5. Итакажа
6. Итапиратинс
7. Лагоа-ду-Токантинс
8. Лизарда
9. Матейрус
10. Нову-Акорду
11. Понти-Алта-ду-Токантинс
12. Рекурсоландия
13. Риу-Сону
14. Санта-Тереза-ду-Токантинс
15. Сан-Фелис-ду-Токантинс